# Norma Acosta
Norma Beatriz Acosta nació el (9 de mayo de 1963) en Buenos Aires Capital. Bailarina de tango argentino, y Folklore ,integró el elenco del espectáculo Tango Argentino de Claudio Segovia y Héctor Orezzoli. A finales  de la década de 1980 y principios de  de 1990 y en su reposición en Broadway en 1999/2000, resultando la obra nominada para los Premios Tony, en la categoría Mejor Revival de un Musical.

## Biografía
Norma Beatriz Acosta se casó con el bailarín  Luis Pereyra después de 14 años se divorciaron, tienen un hijo varón, nacido el 10 de agosto de 1996 de nombre Nazareno Martin Pereyra. La pareja trabajó bajo el nombre artístico de Norma y Luis Pereyra con las coreografías de Luis Pereyra, bailarín y coreógrafo. Luego del éxito mundial alcanzado por Tango Argentino con los estrenos en Europa (1989) y sobre todo en toda la década del '90, fueron convocados por Claudio Segovia y Héctor Orezzoli para integrar el elenco. Fueron parte del mismo también en su reposición en Broadway en 1999/2000, resultando la obra nominada para los Premios Tony, en la categoría Mejor Revival de un Musical.
Norma y Luis Pereyra fueron cabeza de compañía en su propio espectáculo TANGO LA DANZA DE FUEGO en el Teatro Avenida.